# Satcom 4
O Satcom 4 foi um satélite de comunicação geoestacionário construído pela GE Astro, ele esteve localizado na posição orbital de 82 graus de longitude leste e era operado pela RCA Americom (posteriormente renomeada para GE Americom). O satélite foi baseado na plataforma AS-3000.

## História
O RCA RCA-SATCOM 4 foi um satélite de comunicações domésticas da RCA lançado pela NASA. O mesmo forneceu serviço de comunicações vital para as forças armadas dos EUA em todo o mundo com um serviço de confiança, sem lacunas no intervalo ou necessidade de mais do que uma estação terrestre de retransmissão. Ele também forneceu milhares de canais de áudio e de dados provenientes de muitos terminais terrestres simultaneamente.

## Lançamento
O satélite foi lançado com sucesso ao espaço no dia 16 de janeiro de 1982, por meio de um veículo Delta-3910, lançado a partir da Estação da Força Aérea de Cabo Canaveral, na Flórida, Estados Unidos. Ele tinha uma massa de lançamento de 1.120 kg.

## Capacidade e cobertura
O Satcom 4 era equipado com 24 (mais 4 de reserva) transponders em banda C para fornecer serviços de transmissões via satélite as forças armadas dos Estados Unidos.